# Oostkamp
Oostkamp là một đô thị ở tỉnh Tây Flanders. Đô thị này gồm Hertsberge, Oostkamp, Ruddervoorde và Waardamme. Tại thời điểm ngày 1 tháng 1 năm 2006, Oostkamp có dân số 21.796 người. Tổng diện tích là 79,65 km² với mật độ dân số là 274 người trên mỗi km².

## Thành phố kết nghĩa
- - Chaumont, Pháp
- - Bad Langensalza, Đức
- - Bad Nauheim, Đức